# Zákupy
Zákupy (niem. Reichstadt) – miasto w Czechach, w kraju libereckim. Według danych z 31 grudnia 2003 powierzchnia miasta wynosiła 4075 ha, a liczba jego mieszkańców 2 792 osób.
Najstarsza wzmianka o mieście pochodzi z 1320 r.

## Demografia
| Rok             | 1970  | 1980  | 1991  | 2001  | 2003  |
| --------------- | ----- | ----- | ----- | ----- | ----- |
| Liczba ludności | 2 446 | 2 278 | 1 987 | 2 593 | 2 792 |

Źródło: Czeski Urząd Statystyczny